# Бруль, Евгений Васильевич
Евгений Васильевич Бруль (укр. Євген Васильович Бруль; род. 22 февраля 1967, Киев, Украинская ССР, СССР) — советский и украинский хоккеист, выступавший на позиции вратаря. Тренер.

## Карьера

### Клубная
За свою карьеру выступал в украинских командах «Сокол», «Беркут» (обе из Киева) и «Барс» из Киевской области. Также выступал за петербургский СКА и две белорусские команды: «Гомель» и «Неман»

### В сборной
В сборной выступал в чемпионатах мира 1993, 1994, 2000 и 2004.